# Шлирбах (Верхняя Австрия)
Шлирбах (нем. Schlierbach (Oberösterreich)) — коммуна (нем. Gemeinde) в Австрии, в федеральной земле Верхняя Австрия. 
Входит в состав округа Кирхдорф-на-Кремсе.  Население составляет 2743 человека (на 31 декабря 2005 года). Занимает площадь 19 км². Официальный код  —  40 917.

## Политическая ситуация
Бургомистр коммуны — Карл Лимбергер (АНП) по результатам выборов 2003 года.
Совет представителей коммуны (нем. Gemeinderat) состоит из 20 мест.
- АНП занимает 13 мест.
- СДПА занимает 6 мест.
- АПС занимает 1 место.